# Louise O'Neill
Louise O'Neill es una autora irlandesa que escribe principalmente literatura juvenil, con gran hincapié en asuntos feministas. El periódico británico The Guardian calificó a O'Neill como "la mejor escritora de YA (literatura juvenil) viva hoy en día".

## Primeros años yOnly Ever Yours
O'Neill nació en 1985 y creció en Clonakilty, una ciudad pequeña en West Cork, Irlanda. Se graduó con honores en el Trinity College Dublin, donde estudió Literatura Inglesa. Posteriormente, obtuvo el título de Máster en Adquisición de Moda del Dublin Institute of Technology. Se mudó a Nueva York en 2010 donde realizó prácticas como asistente de estilista para la estilista jefe de la revista Elle, Kate Kanphear. 
Tras regresar a Irlanda en 2011, O'Neill empezó escribir su primera novela Only Ever Yours, publicada en 2014 por Quercus. Desde entonces ha sido galardonada con el premio Sunday Independent Newcomer of the Year en la edición 2014 de los Bord Gáis Energy Irish Book Awards; el premio Children’s Books Ireland Eilís Dillon Award al Primer Libro Juvenil y ha inaugurado el palmarés de The Bookseller YA Book Prize 2015. El consecuente éxito de esta primera novela obligó a Quercus a re-editarla para el público adulto a principios de 2016.

## Asking For Ity periodismo
Su segundo libro, Asking For It, se convirtió en el libro más vendido en Irlanda. Fue nombrado el Libro del Mes por el periódico Irish Times en septiembre de 2015. También recibió el premio Book of the Year en los Irish Book Awards en su edición de 2015 y el premio de honor a una obra de ficción en los Premios CBI de 2016. El New York Times describió esta obra como "fascinante y esencial".
Los derechos de ambas novelas han sido vendidos: Killer Content adquirió los derechos únicos para realizar la adaptación cinematográfica y telesiva de Only Ever Yours. Bandit Television es dueña de los derechos televisivos de Asking For It. 
 Mientras tanto, presentará el documental de RTE2 Asking For It, sobre consentimiento y cultura de violación.
Actualmente, O'Neill está trabajando como periodista freelenace para una variedad de diarios nacionales irlandeses y revistas, cubriendo asuntos feministas, moda y cultura pop. Durante 2016,  ha trabajado como columnista semanal para el Irish Examiner. También ha sido una de las colaboradoras de I Call Myself a Feminist, una colección de ensayos de mujeres menores de 30 años explicando por qué se definen como feministas, publicado por Virago a principios de 2016. Ganó el Literature Award at the Irish Tatler Women of the Year Awards 2015 y el Best Author en los Stellar Shine Awards 2015. También ganó el Praeses Elite otorgado por el Trinity College Dublin.

## Libros
- Only Ever Yours (2014)
- Asking For It (2015)
- I Call Myself A Feminist (2016)
- Almost Love (2018)
- The Surface Breaks (2018)
- Tú te lo has buscado (2020)

## Premios
- Sunday Independent Newcomer of the Year 2014.
- Children’s Books Ireland Eilís Dillon Award 2015.
- The Bookseller YA Book Prize 2015.
- Book of the Year (Irish Book Awards) 2015.
- Literature Award (The Irish Tatler Women of the Year Awards) 2015.
- Best Author (Stellar Shine Awards) 2015.
- Praeses Elite (Trinity College Dublin) 2016.